# Harvey Leibenstein
Harvey Leibenstein, né le 11 août 1922 à Ivanopil en Ukraine et mort le 28 février 1994, est un économiste américain. Il est notamment le créateur du principe économique d'Inefficience-X qu'il introduit pour la première fois en 1966 dans l’American Economic Review.

## Biographie
Harvey Leibenstein est né en 1922 à Yanishpol en Ukraine, faisant alors partie de l'URSS. Enfant, il émigre au Canada.
Il fait des études d'économie à la Northwestern University puis enseigne dans l'Illinois, à l'Institut de Technologie de Princeton et à l'université californienne Berkeley de 1951 à 1967.
En 1957, il publie Economic Backwardness and Economic Growth.
Il enseigne également à Harvard de 1967 à 1989. 22 ans durant lesquels il publie un de ses travaux le plus connu : Beyond Economic Man (1976), un essai économique qui élargit les facteurs de productivité traditionnels aux talents du manageur et aux relations entre ouvriers.

## Publications
- Harvey Leibenstein, Bandwagon, Snob and Veblen Effects in the Theory of Consumer Demand, vol. 64, Quarterly Journal of Economics, 1950, chap. 2, p. 183-207.
- Harvey Leibenstein (préf. Frank Notestein), A Theory of Economic-Demographic Development, Princeton, New Jersey, Princeton University Press, 1954.
- Harvey Leibenstein, Allocative Efficiency vs. "X-Efficiency", vol. LVI, The American Economic Review, 1966.
- Harvey Leibenstein, Entrepreneurship and Development, The American Economic Review, 1968.
- Harvey Leibenstein, Organizational or Frictional Equilibria, vol. LXXXIII, The Quarterly Journal of Economics, 1969, chap. 4.
- Harvey Leibenstein, Socio-economic Fertility Theories and Their Relevance to Population Policy, International Labour Review, 1974.
- Harvey Leibenstein, An Interpretation of the Economic Theory of Fertility, vol. XII, Journal of Economic Literature, 1974, chap. 2.
- Harvey Leibenstein, The Economic Theory of Fertility Decline, vol. LXXXIX, The Quarterly Journal of Economics, 1975, chap. 1.
- Harvey Leibenstein, Beyond Economic Man, Cambridge, Harvard University Press, 1976.
- Harvey Leibenstein, General X-Efficiency Theory and Economic Development, New York, Oxford University Press, 1978.
- Harvey Leibenstein, X-Inefficiency Xists-Reply to an Xorcist, American Economic Review, 1978.
- Harvey Leibenstein, A Branch of Economics Is Missing: Micro-Micro Theory, Journal of Economic Literature, 17: 477-502, 1979.
- Harvey Leibenstein, « The General X-Efficiency Paradigm and the Role of the Entrepreneur », dans Mario Rizzo, Time, Uncertainty, and Disequilibrium, Lexington, Heath, 1979, p. 127-139.
- Harvey Leibenstein, The Prisoners’s Dilemma in the Invisible Hand: An Analysis of Intrafirm Productivity, American Economic Review, 1982, chap. 2.
- Harvey Leibenstein, "Property Rights and X-Efficiency: Comment, American Economic Review, 1983.